# Ernesto Vidal
Ernesto José Vidal, Ernesto Vidal Di Servolo ou ainda Ernesto Servolo Pedro Vidal Cassio (Buie d'Istria, Itália, hoje Buje, Croácia, 15 de novembro de 1921 — Córdoba, Argentina, 20 de fevereiro de 1974) foi um futebolista de nacionalidades italiana (do país em que nasceu) e argentina (onde cresceu) que também naturalizou-se uruguaio. Foi o ponta-esquerda titular do  Uruguai na Copa do Mundo FIFA de 1950, ausentando-se somente, justamente, do Maracanaço, com uma lesão fazendo com que fosse substituído pelo obscuro Rubén Morán.
Foi um grande ídolo do Peñarol, cuja torcida o apelidou de El Patrullero, em alusão a novos modelos de viaturas que começavam a se destacar nas patrulhas policiais em Montevidéu. O clube foi base da seleção campeã de 1950, especialmente seu ataque, com quatro dos titulares, dos quais Vidal era quem há mais tempo defendia os aurinegros. Foi o primeiro campeão mundial revelado pelo futebol cordobês, onde iniciou a carreira, na cidade do interior argentino na qual vivia desde os 2 anos de idade.

## Origens
Há incertezas quanto ao nome de batismo de Vidal, havendo registros de vistos de entrada no Brasil em que aparece como "Ernesto Vidal Di Servolo" (em seu passaporte italiano) e como "Ernesto Servolo Pedro Vidal Cassio" (em seu passaporte uruguaio). Era filho de Servolo Vidal com Domenica Cassio e desde os dois anos de idade cresceu em San Francisco, interior da província argentina de Córdoba.
Seu sobrenome Vidal seria oriundo de antepassados espanhóis refugiados da Guerra da Sucessão Espanhola, conflito do século XVIII, e sua cidade natal já pertenceu à República de Veneza e à França napoleônica, trocando de nacionalidade diversas vezes no século XX: era da Áustria-Hungria (cujo nadador Béla Las-Torres, medalha de prata nas Olimpíadas de 1908, seria outro descendente destes refugiados) até o fim da Primeira Guerra Mundial.
A cidade, da região da Ístria, passou então ao Reino da Itália, passando após a Segunda Guerra Mundial a integrar inicialmente o Território Livre de Trieste e depois a Iugoslávia. Atualmente, pertence à Croácia (em cujo idioma chama-se Buje), na fronteira com a Eslovênia.

## Carreira em clubes

### No futebol argentino

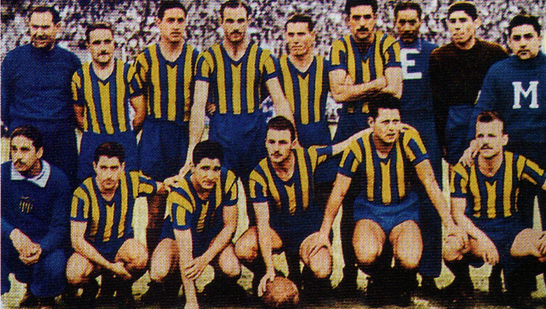
Vidal é o último agachado nesta imagem do Rosario Central publicada em junho de 1944. Ainda naquele mês, o jogador estreou pelo Peñarol.

Começou a carreira ainda na cidade de San Francisco, onde havia crescido desde os dois anos de idade, no clube local Sportivo Belgrano. O time chegou a subir em 2013 à segunda divisão argentina, mas na época de Vidal ainda era restrito às competições municipais de San Francisco, sendo um dos fundadores da liga local, assim como o mais antigo clube da cidade; somente em 1940 a equipe veio a estrear na própria liga cordobesa.
Güido Vidal, irmão mais velho de Ernesto, foi o primeiro a se incorporar ao Sportivo Belgrano. Ernesto seguiu seus passos, inicialmente para a equipe sub-16 do clube; ainda com 16 anos, já conseguiu estrear na equipe adulta. Participando da temporada de estreia dela na liga cordobesa, em 1940, Vidal inclusive fez um dos gols da primeira vitória que o clube teve nela, o 3-2 sobre o Palermo. Ainda em Los Verdes, despertou interesse do River Plate e do Rosario Central, onde Güido já jogava àquela altura.
Ainda menor de idade, Ernesto precisava da aprovação formal dos pais para transferir-se; concluindo que Rosario era uma cidade mais tranquila do que Buenos Aires e diante da comodidade do adolescente juntar-se ao irmão mais velho, os pais negaram o interesse do River, mas concordaram com a oferta do Central. Em outra versão, Vidal teria sido formalmente incorporado pelo River, que por sua vez o cedeu ao Central. Estreou no novo clube em 1941, na 6ª rodada do campeonato argentino daquele ano. Foi usado em nove partidas naquele ano, marcando um gol, já na 26ª rodada, em derrota de 5-2 para o Estudiantes de La Plata.
Antes similarmente também restrita ao campeonato rosarino, apenas em 1939 a equipe auriazul havia começado a participar do Campeonato Argentino de Futebol, e justamente em 1941 sofreu seu primeiro rebaixamento. Os canallas logo voltaram à elite como campeões da segunda divisão de 1942, com oito pontos de diferença para o vice.  Nessa campanha, Vidal fez um dos gols de uma goleada por 6-1 sobre o Argentinos Juniors no primeiro confronto da história entre as duas equipes em Rosario.
De volta à primeira divisão, o Central terminou o campeonato de 1943 em nono lugar, mas a apenas dois pontos do quarto e a cinco do terceiro. Vidal, porém, não chegou a ser titular, limitado a dez jogos, com dois gols e três assistências; A falta de espaço repetiu-se no torneio de 1944, onde foi usado somente na 4ª e na 18ª rodadas. uma lesão havia lhe tirado continuidade e, uma vez recuperado, Vidal não conseguia retomar de Rubén Marracino a titularidade na ponta-esquerda.
Procurando mais tempo em campo, ele se dispôs a rumar ao Peñarol, que vivia uma fase de baixa no próprio campeonato uruguaio, que não conseguiam vencer desde 1938. Os dois clubes tinham excelente relação e a negociação pôde ser intermediada por Agustín Rodríguez Araya, ex-presidente do Rosario Central e naquele momento autoexilado no Uruguai por diferenças com o peronismo. O Peñarol, inclusive, já vinha investindo em jogadores provenientes do país vizinho, com o elenco de 1944 apresentando também Guido Baztarrica e Elmo Bovio, que depois viriam a jogar no Brasil por Fluminense e Atlético Mineiro (Baztarrica, primeiro argentino da equipe alvinegra) e Palmeiras, Santos e São Paulo (Bovio, estrangeiro com melhor média de gols nos tricolores).

### Peñarol
Vidal estreou pelo Peñarol, curiosamente, precisando vendar o nariz, contra o Liverpool uruguaio. Ganhou a oportunidade em função da ausência médica de Adelaido Camaití, que havia sofrido um acidente motociclístico. O Diario de Montevideo, no dia seguinte, reportou que "quanto a Vidal, que estreou ontem em filas decanas, jogou com acerto, dando a impressão de que pode ser muito útil para seu novo team. É rápido, se desloca com acerto, cruza com habilidade e dá a impressão de ser efetivo". Na semana seguinte, Vidal já disputava seu primeiro Nacional vs. Peñarol.
Esses jogos foram no mês de junho, válidos pelo Campeonato Competência, terminando respectivamente em vitória e derrota pelo mesmo placar de 2-1. Já o campeonato uruguaio começaria somente em outubro, tendo turno único. Antes, em setembro, Vidal foi titular em vitória por 2-0 no dérbi com o Nacional, no chamado Clásico de la Sentada, em que o camisa 10 aurinegro José Vázquez teria cruzado metade do campo e então sentado na bola em gracejo contra os marcadores. Já no campeonato uruguaio os aurinegros sofriam contra os rivais: os tricolores, no chamado Quinquenio de Oro, haviam obtido, entre 1939 e 1943, cinco títulos seguidos, algo então inédito na competição. A série acabaria exatamente em 1944, e Vidal, com sucesso instantâneo, contribuiu de modo essencial; sua principal virtude era a velocidade, explorada pelos colegas a partir de passes de 20 ou 30 metros endereçados a ele nas costas dos marcadores. Vidal então arrancava e quando o adversário girava para persegui-lo, muitas vezes já não conseguia alcança-lo e Vidal conseguia chegar livre e rapidamente à zona de definição. Essa característica lhe renderia o apelido de El Patrullero, alusiva a viaturas policiais.
Na liga de 1944, os dois principais clubes do país terminaram empatados, forçando uma final que por sua vez forçou uma segunda final, pois terminou em 0-0. Na segunda final, o argentino Atilio García fez dois gols antes dos primeiros 30 minutos para pôr o placar em 2-0 em favor do Nacional. Mas o Peñarol conseguiu virar o jogo e Vidal terminou como herói, ao marcar o gol da vitória por 3-2, aos 23 minutos do segundo tempo. Após ainda alternar-se com Camaití na ponta-esquerda em 1944, Vidal tornou-se titular absoluto em 1945, ano em que o Peñarol foi bicampeão no embalo dos gols de Raúl Schiaffino.
Em 1946, o título voltou ao Nacional, a despeito de uma derrota escandalosa para Peñarol. Nela, foi de Vidal o primeiro gol aurinegro em uma partida em que seu clube vencia por 4-1, momento em que o autor do quarto gol, Oscar Chirimini, foi agredido por Eusebio Tejera e revidou. Obdulio Varela envolveu-se na discussão, que se generalizou. Quando os ânimos se acalmaram, o árbitro expulsou Chirimini e Tejera, mas Varela, embora não fosse expulso, também precisou deixar o campo, por ordem policial. Com nove jogadores, o Peñarol conseguiu segurar a vitória, que ficou em 4-3. Ficou conhecido como El Clásico del Comisario, em alusão ao comissário que retirou Varela - segundo algumas versões, por ordem do chefe de polícia, que torcia pelo rival.
Em 1947 e em 1948, o Nacional manteve-se campeão. O título de 1948 foi concedido na realidade a quem era líder quando o torneio foi paralisado, após a primeira rodada do segundo turno. Vidal teve tempo para brilhar com três gols em um 6-1 no Cerro em um ano destacado pela chegada de três reforços ao ataque: Alcides Ghiggia, Óscar Míguez e, curiosamente, mais um proveniente do Rosario Central: o argentino Juan Hohberg. Mas sobreveio uma greve, que só acabaria em abril de 1949, ano em que o único reforço relevante do Peñarol foi um novo treinador, o húngaro Emérico Hirschl. Sob ele, o clube arrasaria os concorrentes.
Em maio, escalou-se pela primeira vez o quinteto ofensivo formado por Ghiggia na ponta-direita, Hohberg na meia-direita, Míguez de centroavante, Juan Alberto Schiaffino na meia-esquerda e Vidal na ponta-esquerda. Deles, somente Hohberg não pôde ir à Copa do Mundo FIFA de 1950, com sua naturalização sendo concedida apenas posteriormente, ao contrário da de Vidal. Nesse ataque, Vidal era um ponta astuto e goleador, mas que também se sacrificava, insistindo até o fim quando notava oportunidades.
A estreia do quinteto ocorreu em goleada por 5-1 sobre o Sud América. Foi o marco inicial de um ataque apelidado de "Esquadrilha da Morte". O time como um tudo foi por sua vez apelidado de La Máquina del 49. O título no campeonato uruguaio veio em 1949 com uma campanha invicta, com 16 vitórias, 2 empates, 62 gols a favor e 17 contra. Considerando amistosos, foram 113 gols em 32 partidas, em média de três gols e meio por jogo. Apenas uma vez o clube foi derrotado naquele ano, em amistoso com o time argentino do Huracán. Foram conquistados 52 dos 54 pontos em disputa.
A campanha foi tão avassaladora que três adversários abandonaram o campo: o Liverpool uruguaio, o Rampla Juniors e, na ocasião mais famosa, o rival Nacional, no que ficou conhecido como El Clásico de la Fuga. Foi de Vidal o segundo gol na vitória por 2-0. Antes, envolveu-se também no primeiro, marcado já aos 38 minutos, desferindo o chute que originou um primeiro rebote do goleiro Aníbal Paz na jogada em que, após rebote em tentativa também de Schiaffino, este passou para Ghiggia marcar. Ainda antes do intervalo, o árbitro assinalou pênalti para o Peñarol, gerando protestos dos tricolores. Eusebio Tejera, por empurrar o juiz, foi expulso. Míguez cobrou e não marcou, mas Vidal pôde aproveitar o rebote e marcar, o que gerou novas reclamações: os rivais sustentavam que Vidal havia invadido a área antes da cobrança. O gol foi validado e Walter Gómez, por chutar o árbitro, também foi expulso.
O Nacional não voltou para o segundo tempo. Gómez foi suspenso severamente, o que o levaria a transferir-se ao River Plate argentino, onde foi ídolo mas também privado de integrar a seleção na Copa do Mundo FIFA de 1950, pois somente na década de 1970 o Uruguai passou a convocar quem atuasse no exterior. A grande campanha fez com que seis jogadores do Peñarol compusessem a base da Seleção Uruguaia na Copa: Roque Máspoli, Obdulio Varela e os já citados Ghiggia, Schiaffino, Míguez e Vidal, o único ausente no Maracanaço, devido a uma lesão, cedendo lugar a Rubén Morán.
Ao todo, foram nove jogadores do clube convocados. E era desejo no Peñarol que outro presente na seleção fosse o próprio técnico Hirschl. Como isso não foi atendido, os dirigentes aurinegros chegaram a ameaçar uma proibição na convocação dos seus jogadores, medida não efetivada após reuniões emergenciais. O clube, curiosamente, não conseguiu ser campeão uruguaio naquele ano, sentindo o desfalque de Schiaffino, lesionado nos meniscos. Vidal ainda era titular, mas em 1951 começou a alternar-se com Hugo Villamide. O Peñarol fez nova grande campanha, com apenas uma derrota no campeonato, para o River Plate uruguaio (2-1), adversário que chegou a ser goleado por 7-0 em torneio de pré-temporada, com Vidal em campo.
O título de 1951 fez o Peñarol ser chamado para a Copa Rio de 1952, onde bateu os adversários europeus, mas viu-se prejudicado pela arbitragem contra os brasileiros. Vidal havia voltado à titularidade. No campeonato doméstico, Peñarol e Nacional terminaram empatados, forçando um jogo-extra realizado em fevereiro do ano seguinte. Ghiggia e Míguez foram expulsos nele e o rival terminou campeão. Foi a última partida de Ghiggia pelo Peñarol. Acusado de agredir o árbitro, sua expulsão foi seguida de uma suspensão de quinze meses, o que influenciou na venda do jogador ao exterior. Ele e Vidal foram vendidos ao futebol italiano em meados de 1953, antes da temporada regular. A ponta-esquerda aurinegra seria ocupada por Américo Galván.

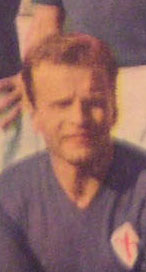
Vidal na Fiorentina.

### Após o Peñarol
Foi contratado pela Fiorentina. Em sua primeira temporada, a de 1953-54, marcou cinco gols em 26 exibições no Campeonato Italiano de Futebol, mas lesões o impediram de destacar-se na terra natal, sofrendo duas fraturas; uma delas, no peito, o fez ficar por dois meses com o tórax engessado. Fez apenas cinco jogos e um gol na temporada seguinte, na qual a fratura foi na tíbia e no perônio da perna esquerda. Na de 1955-56, esteve no Pro Patria, com apenas uma partida; ali, calhou de sofrer outra lesão, que obrigou-lhe, por recomendação médica, a parar de jogar profissionalmente. O Pro Patria lhe teria oferecido um cargo na direção técnica, mas Vidal preferiu voltar à Argentina.
Há versões de que em 1956 ele teria voltado ao Uruguai para defender o Nacional e que pudera jogar seis vezes como tricolor, com um gol; contudo, o site estatístico Atilio Software, a documentar todos os jogadores que defenderam o Nacional, inclusive em amistosos, não tem registros de partidas de Ernesto Vidal pelo clube. Fato é que o ponta-esquerda titular dos tricolores em 1956 foi Juan Ángel Romero, presente em todas as partidas da campanha campeã naquele ano no campeonato uruguaio.

## Seleção Uruguaia
O alto nível no Peñarol fez com que Vidal acabasse convidado a juntar-se à seleção uruguaia em 1950. Ele viajou com ela ao Brasil inicialmente em abril, mês em que ela disputaria a Copa Rio Branco. Ele pôde ser convocado ainda que não possuísse cidadania uruguaia, um requisito ainda não exigível em tempos menos formais da FIFA: viajou com um passaporte da Itália, obtido em 1949 no consulado deste país em Montevidéu.
Vidal não chegou a jogar a Copa Rio Branco, com Hugo Villamide (com quem disputaria posição no Peñarol em 1951) e Juan Carlos Orlandi alternando-se na ponta-esquerda nas três partidas contra o Brasil por esse torneio.
Ainda assim, Vidal terminou convocado embora o técnico Juan López Fontana, em função do diminuto tempo de preparação, resolvesse usar basicamente os mesmos jogadores que participaram da Rio Branco; em um ambiente turbulento em função de derrotas nesse torneio e em amistosos contra Brasil de Pelotas e, em Montevidéu, dois empates contra o Fluminense, López havia sido designado técnico pela Associação Uruguaia de Futebol no mês anterior ao mundial. O Peñarol chegara a vetar a convocação de seus jogadores: a AUF desprezava o técnico da equipe aurinegra, o húngaro Emérico Hirschl, desejado pela torcida e mídia.

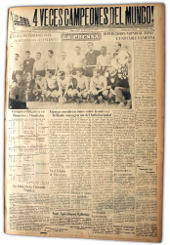
Manchete do título de Copa do Mundo FIFA de 1950 no jornal uruguaio La Prensa, cuja foto é de partida ainda com Vidal, o último agachado.

Foi também apenas no mês anterior à Copa do Mundo FIFA de 1950 que Vidal, por precaução, obteve enfim um passaporte uruguaio. Já possuía tempo de residência o suficiente no país, requisito que ainda não era cumprido pelo colega Juan Hohberg, que, também sondado pela seleção, não podia ainda naturalizar-se. Foi somente em função da ausência de Hohberg que todo o quinteto ofensivo do Peñarol de 1950 não foi usado pelo Uruguai, com Julio Pérez sendo o "intruso"
representante do Nacional no ataque titular no torneio.
Vidal enfim estreou oficialmente pelo Uruguai em 2 de julho de 1950, em plena estreia da Celeste na Copa, em jogo contra a Bolívia.Pôde marcar dois gols em sua primeira partida. Eles saíram aos 18 minutos do primeiro tempo e aos 6 minutos do segundo tempo, sendo respectivamente o segundo e o quinto gols do Uruguai na goleada de 8-0 no estádio Independência, em Belo Horizonte.
Como foi o único jogo da Celeste na primeira fase, em função da desistência das outras duas seleções que comporiam o grupo (Escócia e Turquia), o confronto com os bolivianos foi marcado para a data da última rodada dos demais grupos. As partidas seguintes foram válidas pelo quadrangular final. As duas primeiras ocorreram no Pacaembu, com dramáticos resultados contra Espanha (2-2) e Suécia (3-2): em ambos, os uruguaios começaram ganhando e sofreram a virada, mas evitaram a derrota com gols nos últimos minutos (os dois últimos gols no suecos ocorreram depois dos 30 minutos do segundo tempo), mantendo-se com chances de título para a rodada final. Em meio a essas duas partidas de superação, Vidal lesionou-se e precisou ficar de fora do Maracanaço.
Para o duelo final contra os brasileiros, a vaga de Vidal foi ocupada pelo obscuro Rubén Morán, cuja carreira jamais teria ascensão relevante. A importância do real titular à conquista, ainda assim, não foi minimizada pelo ex-colega Obdulio Varela, que em 1980 visitou San Francisco e declarou à revista argentina El Gráfico que "sabe por que estou aqui? Vim com os rapazes do Peñarol, da Agrupação de Veteranos, para render homenagem a esse amigo excepcional que foi Ernesto Vidal. Estávamos em dívida com ele. Além de ser um grande jogador, era um amigaço. Esteve em todas. Foi nosso em 1950, e na final, embora não tenha jogado, JOGOU".
O Uruguai só voltou a fazer partidas no ano de 1952, pelo Campeonato Pan-Americano daquele ano. Vidal foi chamado e foi nesse torneio que ele jogou pelas últimas cinco vezes pela Celeste, pois, junto com os três jogos na Copa de 1950, contabilizou oito partidas pela seleção.
No Pan-Americano, Vidal marcou um gol, o primeiro da vitória por 5-2 sobre o Peru. O Uruguai ficou em terceiro, sendo derrotado por 4-2 pelo campeão Brasil, que na época encarou o resultado como uma vingança pelo Maracanaço, a primeira de diversas partidas vistas como algo do tipo. Vidal começou jogando nesta partida, sendo substituído por Luis Ernesto Castro. Ela ocorreu em 16 de abril, sendo sua despedida da seleção; ele foi no ano seguinte jogar na Itália e somente na década de 1970 é que a Celeste passaria a admitir convocar estrangeiros - curiosamente, quando estava sob o comando técnico de Roberto Porta, que como jogador defendera a própria seleção italiana antes de defender a uruguaia.

## Após parar
Após parar de jogar em sua volta ao futebol uruguaio em 1956, Vidal reinstalou-se na Argentina, inicialmente em Rosario. Eventualmente, voltou à sua cidade adotiva de San Francisco, vindo a exercer diversas vezes (em 1958, de 1960 a 1962, em 1966 e em 1969) o cargo de treinador do Sportivo Belgrano: conseguiu, como técnico, dois troféus na liga cordobesa - no Torneio Competencia de 1961 e no Clausura do campeonato de 1962.
Geriu uma loja própria no comércio, o bar Santa Rosa, em uma esquina de sua cidade adotada de San Francisco, onde guardava relíquias de sua vitoriosa estadia no Uruguai, como uma fotografia imensa do recordado Peñarol de 1949. Viajava rotineiramente ao Uruguai como convidado em celebrações daquele elenco, do Clásico de la Fuga e também do título mundial com a Celeste, voltando com novos souvenires da carreira para adornar sua loja. A nostalgia se misturava à tristeza com as glórias a permanecer no passado, com as respostas de Vidal aos cumprimentos de vizinhos sinalizando que achava que não viveria muito. Ele de fato faleceria cedo, em 1974, antes de qualquer colega consagrado no Maracanaço.
Em San Francisco, há uma rua com seu nome no bairro de General Savio.

## Títulos

### Rosario Central
- Campeonato Argentino - Segunda Divisão: 1942

### Peñarol
- Campeonato Uruguaio: 1944, 1945, 1949 e 1951

### Seleção Uruguaia
- Copa do Mundo FIFA: 1950